# Parafia Matki Bożej Gromnicznej w Malechowie
Parafia pw. Matki Bożej Gromnicznej w Malechowie – rzymskokatolicka parafia należąca do dekanatu Sławno, diecezji koszalińsko-kołobrzeskiej, metropolii szczecińsko-kamieńskiej. Została utworzona w 1973 roku. Siedziba parafii mieści się pod numerem 43.

## Miejsca święte

### Kościół parafialny
Kościół pw. Matki Bożej Gromnicznej w Malechowiej
Kościół parafialny został zbudowany w XVI wieku, poświęcony 1982

### Kościoły filialne i kaplice
Kościół pw. Niepokalanego Poczęcia Najświętszej Maryi Panny w Rzyszczewie